# Sarah Hannemann
Sarah Hannemann (* 18. März 1990 in Leipzig) ist eine deutsche Schauspielerin.

## Leben
Hannemann verbrachte ihre Kindheit in Jork im Alten Land in Niedersachsen. Nach ihrem Realschulabschluss auf einem Internat zog sie mit 16 Jahren nach Hamburg. Danach absolvierte sie von 2006 bis 2010 ihre Schauspielausbildung an der Freien Schauspielschule Hamburg.
Ihre erste große Rolle spielte Hannemann 2001 als Elfjährige in der Kino-Komödie Hilfe, ich bin ein Junge! an der Seite von Dominique Horwitz, Nina Petri und Pinkas Braun. 2002 wurde der Film erstmals bei der Berlinale vorgestellt und anschließend nach Amerika verkauft. Sie wirkte außerdem in der ZDF-Serie Die Rettungsflieger sowie in der Kinder- und Jugendserie Die Pfefferkörner mit. Später erlangte sie größere Bekanntheit durch ihre Darstellung der Emma Olsen in der ARD-Telenovela Rote Rosen, die sie von September 2007 bis Oktober 2008 verkörperte. Mehrere Kurzfilme und die Schauspielausbildung folgten.
2011 stand Hannemann an der Seite von Ben Becker für das Doku-Drama Münchhausen – Die Geschichte einer Lüge als Bernhardine von Münchhausen vor der Kamera und spielte 2012 im Doku-Drama Mord im Hause Medici die Dianora de Medici. Von 2011 bis 2012 spielte sie die Figur der Dinarasad im Theaterstück 1001 Nacht.
Von Juni bis September 2013 spielte Hannemann als Ann-Marie eine der Hauptrollen bei den Störtebeker-Festspielen auf Rügen. Ab Dezember 2013 verkörperte sie die Hauptrolle der Josephine „Joe“ Johlke in der RTL-Soap Unter uns. Im März 2015 war sie dort das letzte Mal zu sehen, da sie freiwillig ausstieg. Daraufhin folgten einige ARD- und ZDF-Produktionen, wie beispielsweise der Fernsehfilm Viele Kühe und ein schwarzes Schaf, in dem sie die Nebenrolle der Tessa Vogt übernahm, wofür sie überwiegend gute Kritiken erhielt. 2020 übernahm sie die Rolle der Maike Lutz in der zweiten Staffel der Krankenhausserie Nachtschwestern.
Sarah Hannemann wohnt in Berlin.

## Filmografie (Auswahl)
- 2001: Hilfe, ich bin ein Junge!
- 2002: Die Rettungsflieger
- 2003: Die Pfefferkörner (Folge: Die Bladerbande)
- 2007–2008: Rote Rosen (Fernsehserie, als Emma Olsen)
- 2010: Carla Serienpilot
- 2010: Wenn sie schläft (Kurzfilm)
- 2013: Mord im Hause Medici (als Dianora de Medici)
- 2013: Münchhausen – Die Geschichte einer Lüge (als Bernhardine)
- 2013–2015: Unter uns (Fernsehserie, als Josephine „Joe“ Johlke)
- 2015: Stadtrandlichter (Kurzfilm)
- 2015: Overstay (Kinofilm 360grad)
- 2015: Star Wars Battlefront – PlayStation 4  (Trailer)
- 2016: Nicos Weg (Bildungsserie, Deutsche Welle)
- 2016: Erlösungsgeld (Kurzfilm)
- 2016: Lezzafaire (Serienpilot)
- 2016: Maxim (Musikvideo)
- 2016: Morden im Norden (Folge: Aschenputtel, als Tanja Velten)
- 2017: SOKO Leipzig (Folge Zerbrochen)
- 2017: Stralsund: Kein Weg zurück (TV-Serie)
- 2017: Alle Farben – never too late (Musikvideo)
- 2017: 425 – Todas – CRO feat. Wyclef Jean (Musikvideo | CRO)
- 2018: Viele Kühe und ein schwarzes Schaf (TV-Film | ARD)
- 2018: Praxis mit Meerblick (TV-Serie | ARD)
- 2018: Jenseits von Gut und Böse (Kinofilm)
- 2018: In aller Freundschaft – Die jungen Ärzte (Fernsehserie, Folge Auf Augenhöhe)
- 2019: Harris & Ford feat Finch Asozial – Freitag Samstag (Musikvideo)
- 2019: Nachtschwestern (Medical Drama)
- 2021: Rosamunde Pilcher: Der Stoff, aus dem Träume sind (TV-Reihe) ZDF
- 2021: Sprachlos in Irland (Spielfilm) ARD
- 2023: Leon – Kämpf um deine Liebe (Fernsehfilm)
- 2023: Franky Five Star